# Stadionul Maksimir
Stadionul Maksimir este un stadion din Zagreb, Croația. Acesta găzduiește meciurile echipelor Dinamo Zagreb și NK Lokomotiva. Inaugurat în 1912, are multe facilități, fiind extins în 1997. De asemenea, a fost renovat în 2011. Proprietarul Stadionului este Orașul Zagreb.

## Istorie
Stadionul a fost inaugurat pe 5 mai 1912.
La EURO 1976 din RSF Iugoslavia, stadionul Maksimir a găzduit semi-finala dintre Olanda și Cehoslovacia și meciul pentru locul trei dintre Iugoslavia și Olanda.
O atmosferă tensionată a dominat ziua de 13 mai 1990,  la meciul de fotbal dntre echipa Dinamo Zagreb și Steaua Roșie din Belgrad. Jocul a dus la violențe între fanii croați și sârbi care s-au luptat între ei dar și cu poliția.
În 1997, stadionul a suferit mari renovări, care au crescut capacitatea stadionului la 38.079 de locuri. De asemenea, în vara anului 2011, a fost din nou renovat. A fost înlocuit sistemul de drenaj, au fost puse scaune noi și a fost adăugat un sistem de încălzire a gazonului.

## Concerte
| Concerte pe Stadionul Maksimir | Concerte pe Stadionul Maksimir | Concerte pe Stadionul Maksimir | Concerte pe Stadionul Maksimir |
| Data                           | Artist                         | Turneu                         |                                |
| ------------------------------ | ------------------------------ | ------------------------------ | ------------------------------ |
| 12 iulie 1983                  | Dire Straits                   | Alchemy Live                   |                                |
| 5 septembrie 1990              | David Bowie                    | Sound+Vision                   |                                |
| 2000                           | Zlatan Stipišić Gibonni        | I'm with You                   |                                |
| 22 iunie 2005                  | Bijelo Dugme                   |                                |                                |
| 17 iunie 2007                  | Marko Perković                 | Bilo jednom u Hrvatskoj        |                                |
| 10 august 2009                 | U2                             | U2 360°                        |                                |
| 8 iunie 2011                   | Bon Jovi                       | Bon Jovi Live                  |                                |
| 11 iunie 2012                  | Madonna                        | I'm with You                   |                                |
| 13 august 2013                 | Robbie Williams                | Take the Crown Stadium         |                                |